# Les Chroniques de Centrum

Les Chroniques de Centrum est une série de bande dessinée adaptée par Jean-Pierre Andrevon de son roman Le Travail du furet à l'intérieur du poulailler. Dessins et couleurs sont assurés par Afif Khaled. Elle a été publiée entre 2004 et 2007 par Soleil.

## Albums
- Les Chroniques de Centrum, Soleil :

1. Le Travail du Furet, 2004[1].
2. Le Furet et la Colombe, 2005[2],[3].
3. Le Furet montre les dents, 2007[4].